# 첼로 소나타 4번 (베토벤)
《첼로 소나타 4번 다장조, 작품 번호 102–1》은 루트비히 판 베토벤의 두 개의 첼로와 피아노를 위한 소나타, 작품 번호 102 세트의 첫 번째 작품이다.

## 개요
베토벤의 첼로와 피아노를 위한 소나타 작품들의 작곡 시기는 큰 시간 간격이 나타난다. 처음 발표한 두 개의 소나타, 작품 번호 5 세트는 1796년에 작곡되었고, 이후 1807년에 소나타, 작품 번호 69를 작곡 할 때까지 그는 다른 프로젝트에 착수하지 않았다. 8년 후인 1815년에 그는 두 개의 소나타, 작품 번호 102 세트를 작곡하면서 기악 어법으로 돌아왔다.
소나타 4번과 5번, 즉 두 개의 소나타, 작품 번호 102 세트는 1817년 3월에 본의 짐로크 사에 의해 초판이 간행되었다. 헌정은 안나 마리 폰 에르되디 백작부인에게 이루어졌다. 에르되디 백작 부인은 1803년경부터 작곡가와 친구였다. 베토벤은 실제로 1808년에 잠시 그녀의 저택에서 거주했다. 당시 백작 부인은 그의 남편인 피터 에르되디와 1805년에 헤어지고 그녀의 아이들을 위한 비서이자 음악 교사인 프란츠 크사버 브라우흘레과 사실혼 관계와 비슷한 상태로 함께 살고 있었다. 그녀는 작품 번호 102 세트를 헌정받기 전인 1809년에 이미 베토벤에게서 두 개의 피아노 삼중주, 작품 번호 70 세트를 헌정받았다. 1815년에 빈을 떠난 후에도 백작 부인은 계속해서 베토벤과 편지를 주고 받았다. 에르되디의 빈 거주 마지막 해 동안 에르되디 가족은 베토벤과 함께 예들레지에서 여름을 보냈다. 라주몹스키 백작의 궁전이 그해 초에 불이 났기 때문에 상주였던 첼리스트 요제프 링케도 그해 여름을 예들레지에서 에르되디 가족과 함께 보냈다. 베토벤과 첼리스트와의 긴밀한 접촉은 이 두 개의 소나타, 작품 번호 102 세트의 작곡에 영감을 주었다.
작품 번호 102 세트는 베토벤이 사회에서 물러난 시기에 작곡된 관계로 작품의 친밀함을 설명 할 수 있다. 그가 스스로 자진하여 빈 동료들과 거리감을 둔 것은, 아마도 그의 청력이 점점 더 악화되었기 때문일 것이다. 베토벤의 필담장은 1818년에 시작되었다. 각 소나타의 전체적인 구성은 악장의 합계 이상이었던 유동적인 "전체의 소나타"를 만들기 위한 베토벤의 지속적인 탐구를 보여준다.

## 악장 구성
이 작품은 두 개의 악장으로 구성되어 있다. 총 연주 소요 시간은 약 15분 정도 걸린다.
베토벤 자신이 피아노와 첼로를 위한 Freie Sonata ("자유로운 소나타")라고 제목을 붙인 것처럼, 이 작품은 전체가 처음부터 끝까지 악장의 구분 없이 연주되는 단일 악장으로, 일종의 환상곡과 같은 소나타이다. 다른 소나타에 비해 독특한 악장 구성을 가지는 이 작품은, 악곡 전체를 두가지 관점, 즉, 단일 악장 또는 두 개의 악장의 형태로 바라볼 수 있다. 즉, 악장의 구분 없이 안단테 - 알레그로 비바체 - 아다지오 - 템포 단단테 - 알레그로 비바체, 이렇게 다섯 부분으로 이루어진 단일 악장의 형태로 바라볼 수 도 있고, 앞의 두 부분(안단테 - 알레그로 비바체)을 제1악장의 소나타 형식으로, 또 뒤의 세 부분(아다지오 - 템포 단단테 - 알레그로 비바체)을 제2악장의 론도 형식으로 하여 두 개의 악장 형태로 바라볼 수 도 있다.

### 제1악장. 안단테 - 알레그로 비바체
"다장조 → 가단조" · 소나타 형식 · "6/8 박자 → 2/2 박자"
서주(안단테)와 소나타 형식의 주요부(알레그로 비바체)로 구성되어 있다. 기존의 느린 서주없이 애가와 같은 간단한 주제로 구성되어 있으며, 음조의 변화 없이 여러 번의 반복이 있다. 가단조 소나타 부분과 대조를 이루는 다장조의 카덴차로 마무리 하며, 전개부를 제외하고는 이 작품의 주요 조성인 다장조의 조성을 크게 피하고 있다.

### 제2악장. 아다지오, 템포 안단테 - 알레그로 비바체
다장조 · 론도 형식 · "4/4 박자, 6/8 박자 → 2/4 박자"
론도 형식이며, 서주와 코다를 포함하는 세 부분으로 이루어져 있다. 서주는 아다지오와 템포 안단테로 이루어져 있고, 론도 부분은 A-B-A'의 형식을 갖고 있다. 서주는 전통적인 느린 방식으로 보다 더 열리고, 결국 다장조의 바른 조성에서 알레그로 비바체의 론도에 가까운 소나타 형식의 부분으로 이어진다. 그러나 론도의 시작 부분의 소재가 거의 황홀한 마지막 변주를 위해 다시 재현된다. 베토벤의 작품에서 유사한 순서는 극적인 5번과 9번 교향곡에서만 관찰된다.